# انتخابات الرئاسة الأمريكية 1800
الانتخابات الرئاسية الأمريكية 1800 هي الانتخابات الرئاسية الأمريكية التي جرت في 1800، لانتخاب رئيس الولايات المتحدة، فاز بالانتخابات توماس جفرسون.

## معرض صور

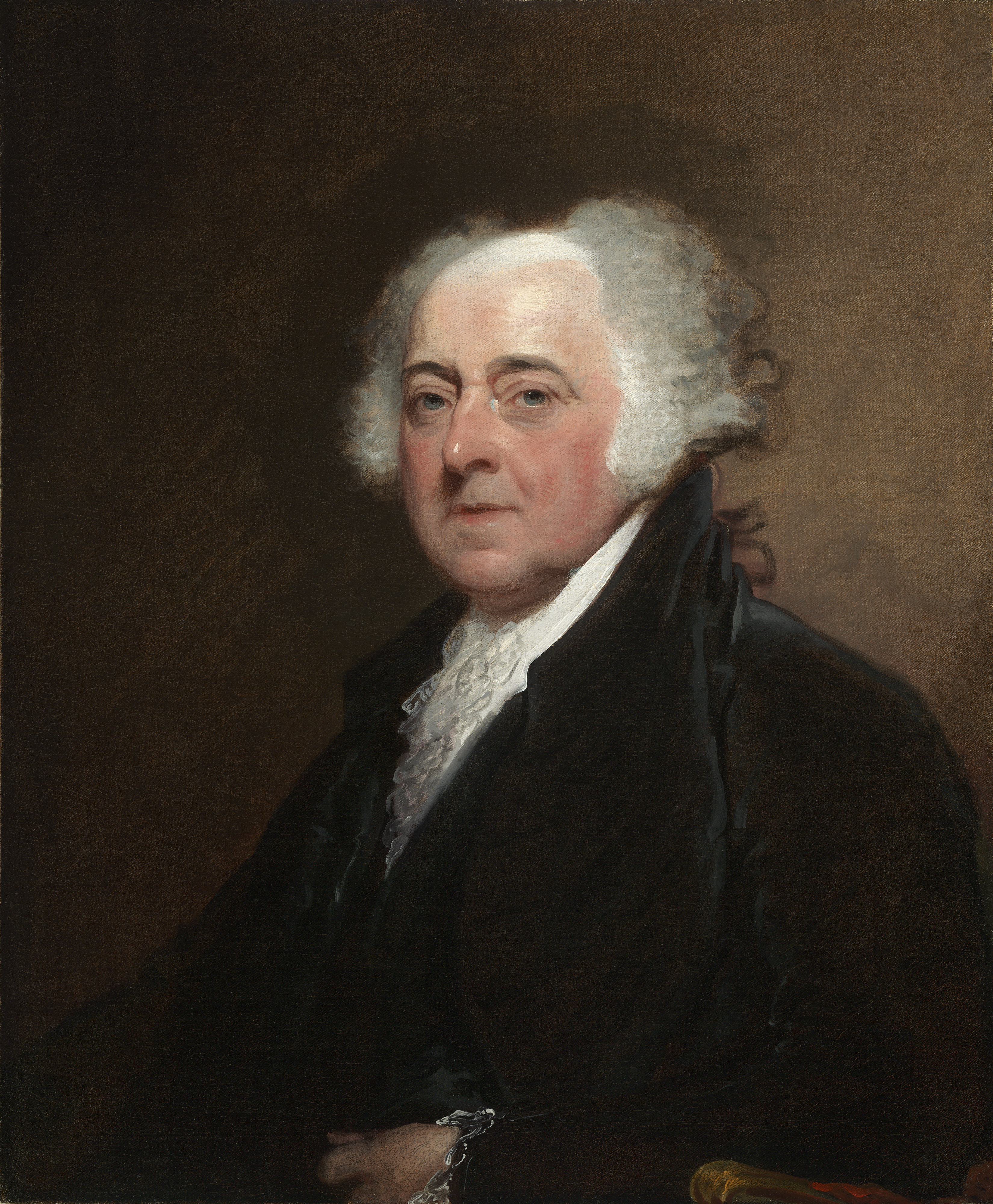
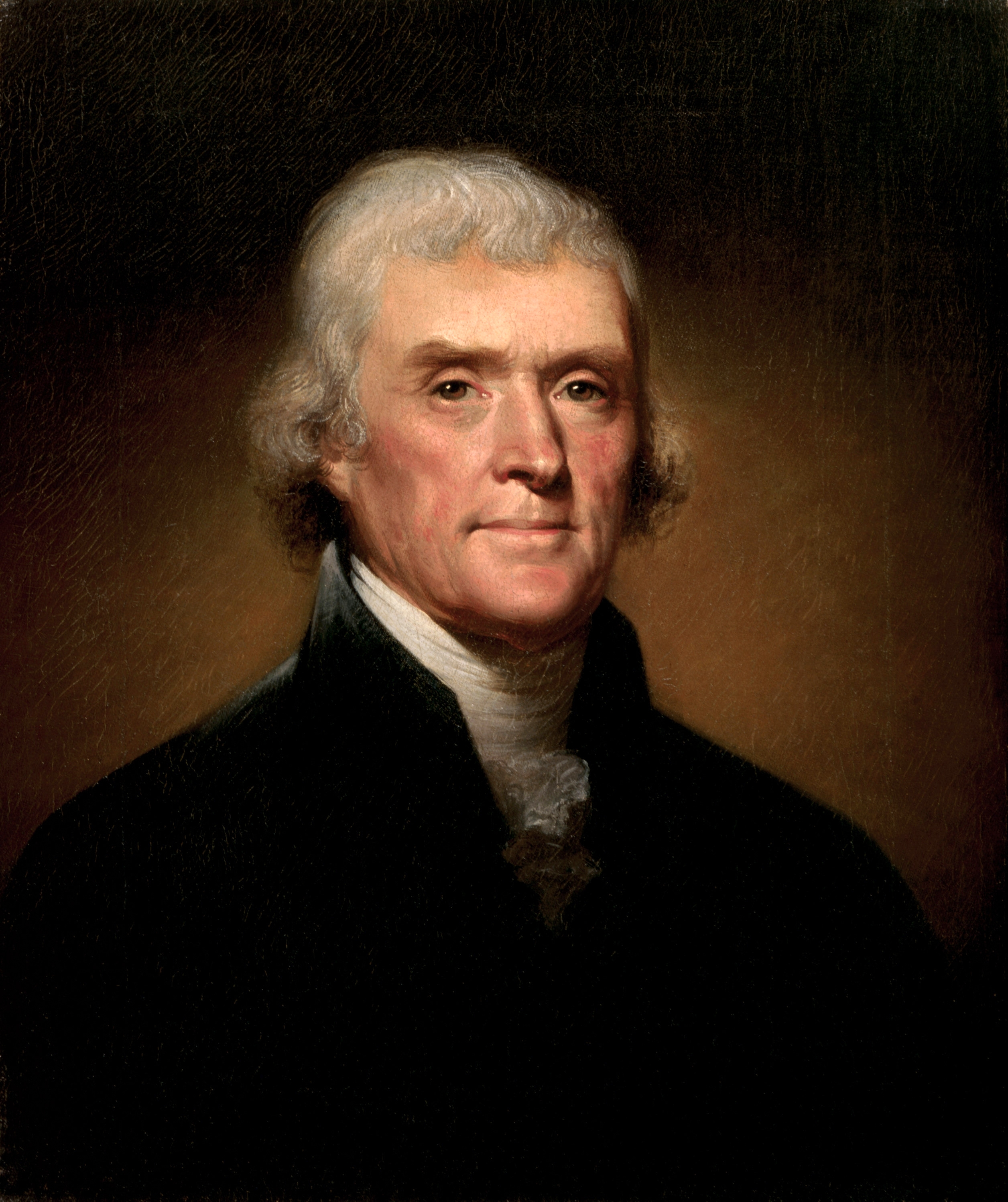
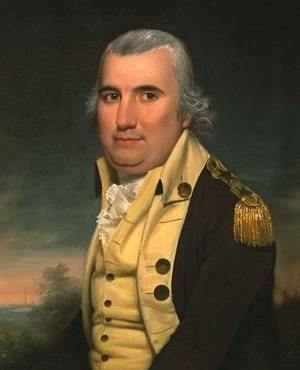

## المرشحين
| المرشح       | الحزب | عدد الأصوات |
| ------------ | ----- | ----------- |
| توماس جفرسون |       |             |